# 18è Festival Internacional de Cinema de Moscou
El 18è Festival Internacional de Cinema de Moscou es va celebrar entre l'1 i el 12 de juliol de 1993. El Sant Jordi d'Or fou atorgat a la pel·lícula franco-belarussa Moi Ivan, toi Abraham dirigida per Yolande Zauberman.

## Jurat
- Claude Lelouch (França – President)
- Gila Almagor (Israel)
- Jacek Bromski (Polònia)
- Pavel Lungin (Rússia)
- Tilda Swinton (Gran Bretanya)

## Pel·lícules en competició
Les següents pel·lícules foren seleccionades per la competició:
| Títol original                    | Director(s)          | País de producció        |
| --------------------------------- | -------------------- | ------------------------ |
| Barabaniada                       | Sergei Ovcharov      | Rússia, França           |
| Berlin in Berlin                  | Sinan Çetin          | Turquia, Alemanya        |
| Gangsters                         | Massimo Guglielmi    | Itàlia                   |
| Dzayn barbaro...                  | Vigen Chaldranyan    | Armènia                  |
| Grandpa Ge                        | Gang Han             | R.P. de la Xina          |
| Deti chugunnykh bogov             | Tamás Tóth           | Rússia                   |
| Jona che visse nella balena       | Roberto Faenza       | Itàlia, França           |
| Flaggermusvinger                  | Emil Stang Lund      | Noruega                  |
| Dědictví aneb Kurvahošigutntag    | Věra Chytilová       | Txèquia                  |
| Les Pots cassés                   | François Bouvier     | Canadà                   |
| Fathers & Sons                    | Paul Mones           | Estats Units             |
| Ripa ruostuu                      | Christian Lindblad   | Finlàndia, Alemanya      |
| Roja                              | Mani Ratnam          | Índia                    |
| Absent Without Leave              | John Laing           | Nova Zelanda             |
| Stalingrad                        | Joseph Vilsmaier     | Alemanya, Suècia         |
| Sombras en una batalla            | Mario Camus          | Espanya                  |
| De drie beste dingen in het leven | Ger Poppelaars       | Països Baixos            |
| Kawalerskie życie na obczyźnie    | Andrzej Barański     | Polònia                  |
| Cronos                            | Guillermo del Toro   | Mèxic                    |
| Chaplin                           | Richard Attenborough | Regne Unit, Estats Units |
| Saleolilatda                      | Sam-yuk Yoon         | Corea del Sud            |
| Moi ivan, toi Abraham             | Yolande Zauberman    | França, Belarús          |

## Premis
- Sant Jord d'Or: Moi ivan, toi Abraham de Yolande Zauberman
- Sant Jordi de Plata Especial: Barabaniada de Sergei Ovtxarov
- Premis:
  - Millor Actor: Lee Deok-hwa per Saleolilatda
  - Millor Actriu: Hülya Avşar per Berlin in Berlin
- Diploma a la Direcció: Emil Stang Lund per Flaggermusvinger
- Diploma al Guió: Gilles Desjardins per Les Pots cassés
- Premi del Jurat Ecumènic:
  - Barabaniada de Sergei Ovtxarov
  - Jona che visse nella balena de Roberto Faenza